# Метод професора Козявкіна

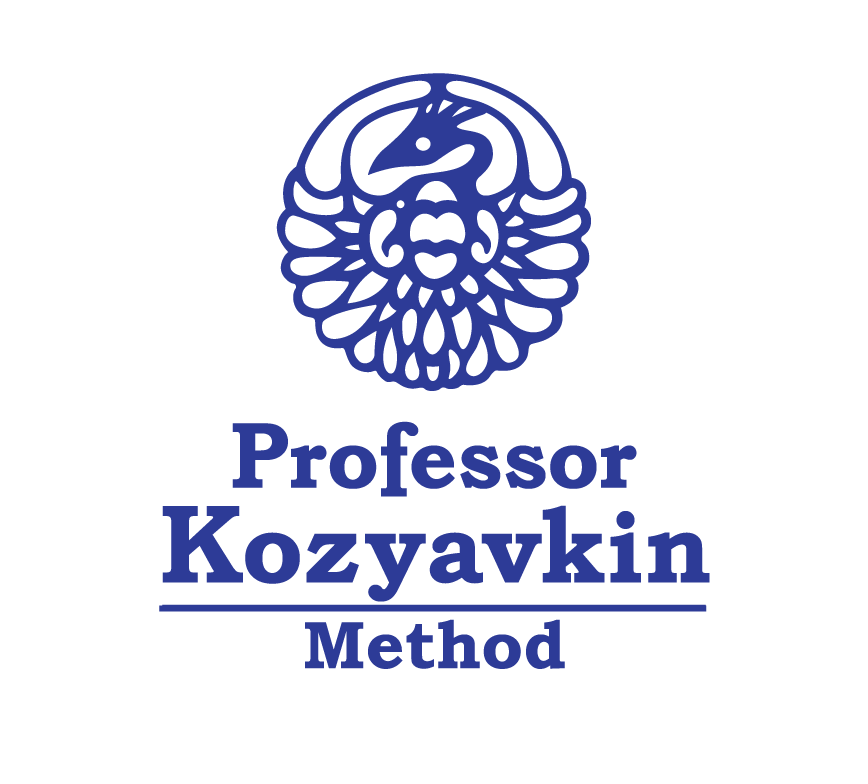
Лого Методу професора Козявкіна (СІНР)

Метод професора Козявкіна або Система інтенсивної нейрофізіологічної реабілітації (СІНР) – це метод реабілітації пацієнтів з різноманітними неврологічними захворюваннями, включаючи дитячий церебральний параліч, наслідки травм і захворювань центральної нервової системи, затримку моторного розвитку у дітей, аутизм та інші розлади аутичного спектру, тощо.

## Історія
Система інтенсивної нейрофізіологічної реабілітації (СІНР) була розроблена українським професором Володимиром Козявкіним в середині 80х років 20 століття. Досвід, набутий під час роботи неврологом, мануальним терапевтом, і спостереження за змінами тонусу м’язів у дорослих після маніпуляцій на хребті, спонукали В.І. Козявкіна до ідеї використання методик мануальної терапії у дітей, адаптувавши їх до анатомо-фізіологічних особливостей дитячого організму.
В середині 1980х років були отримані перші результати у пацієнтів: зниження м’язового тонусу у хворих на спастичні форми церебрального паралічу, збільшення у них рухової діяльності спостерігали як лікуючі лікарі, так і самі пацієнти та батьки хворих дітей.

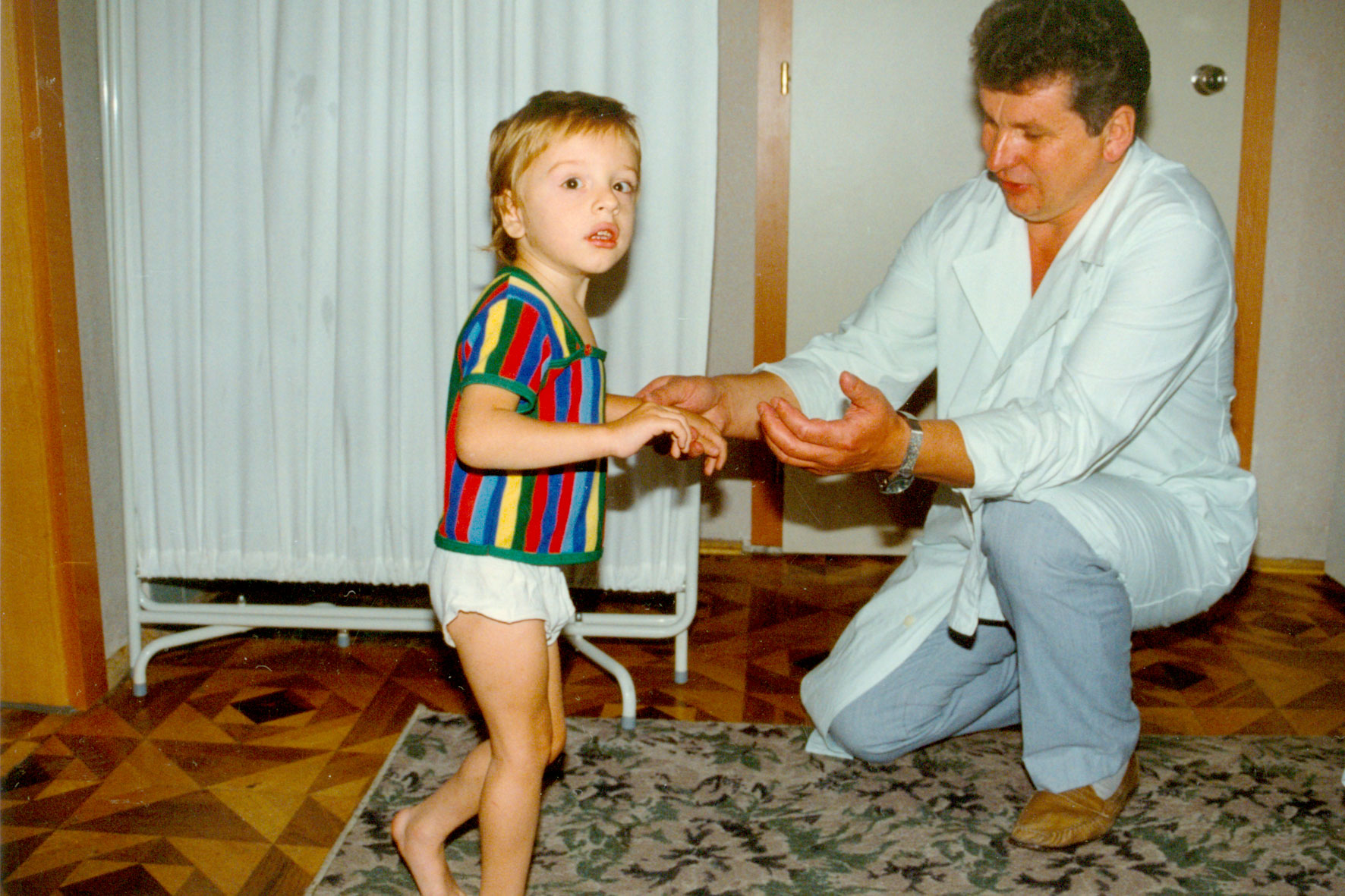
Пацієнт з Німеччини під час лікування в РЦ "Еліта" у Львові, 1990 рік

У 1988 році, проаналізувавши отримані результати у 70 пролікованих пацієнтів, комісія очолювана керівником Всесоюзного науково-дослідного центру відновного лікування дітей з ДЦП  професором Ксенією Семеновою, зробила наступний висновок: «Отримані дані огляду дітей та спілкування з їх батьками дозволяють розглядати мануальну терапію в модифікації, запропонованій лікарем Козявкіним як новий перспективний метод, який необхідно включити в комплекс відновної терапії для цих хворих».
Згодом, у 1993 році Кабінет Міністрів України визнав метод і рекомендував систему інтенсивної нейрофізіологічної реабілітації до впровадження в лікувально-профілактичні заклади України (Розпорядження КМУ від 20 серпня 1993 року №622-Р).
Ознайомлення з результатами медичної реабілітації німецьких пацієнтів в Україні дало підставу відомому дитячому ортопеду Німеччини професору Ф.Нітарду в 1997 році включити в енциклопедичне видання з дитячої ортопедії «Kinderorthopädie» українську систему інтенсивної нейрофізіологічної реабілітації  до переліку чотирьох основних найбільш поширених консервативних методик лікування різних форм ДЦП (лікування за методом Карела та Берти Бобат, Вацлава Войти, кондуктивна педагогіка Антраша Петьо).
В 1990 році було відкрито Реабілітаційний центр “Еліта” у Львові, де вперше офіційно було застосовано Метод професора Козявкіна як основну реабілітаційну технологію.
В 1996 році для розширення спектру наукових досліджень та удосконалення методу реабілітації СІНР був створений Інститут проблем медичної реабілітації у Трускавці, на базі якого відкрилася філія кафедри медичної реабілітації Київської медичної академії післядипломної освіти ім. Шупика.

В 2003 році у Трускавці побудовано й впроваджено в дію Міжнародну клініку відновного лікування, яка одночасно може прийняти 200 хворих різного віку разом з батьками або супроводжуючими особами.

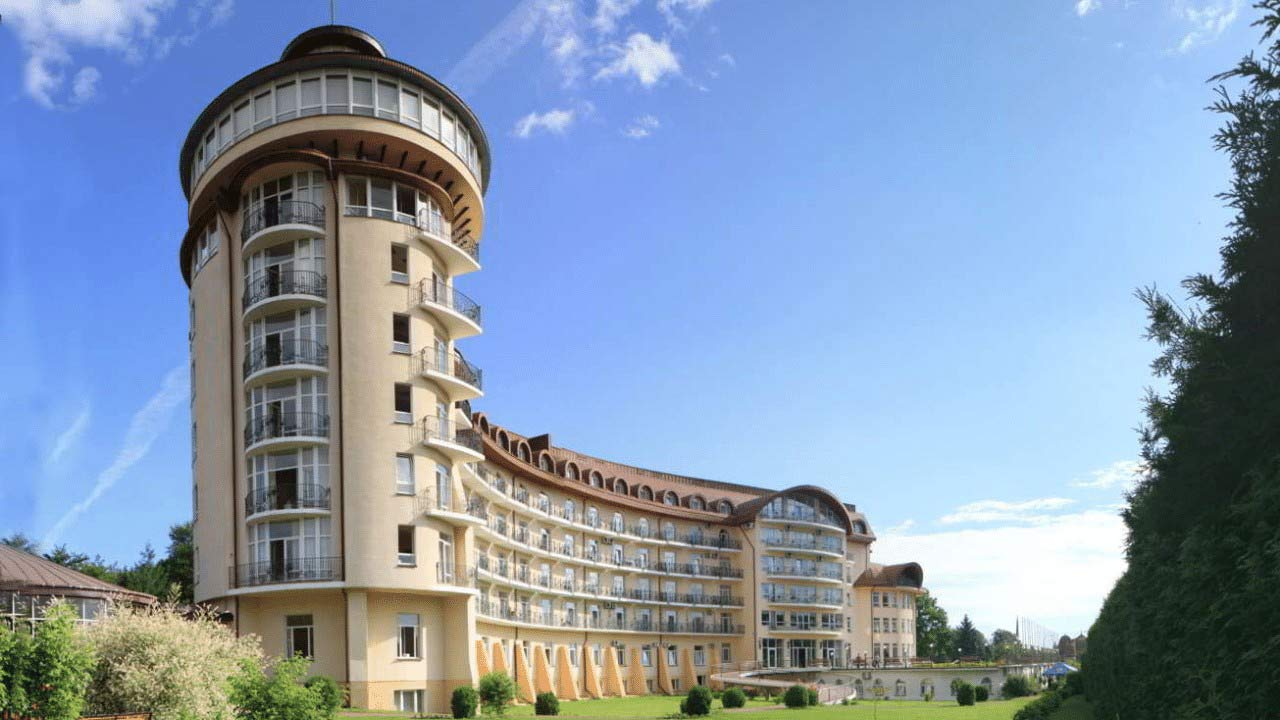
Головний корпус Міжнародної реабілітаційної клініки Козявкіна введено в дію у 2003 році

В 2005 році в с. Щасливцево Херсонської області було розпочато будівництво мультифункціонального реабілітаційного комплексу InterMedical EcoCity. Було збудовано першу чергу реабілітаційного комплексу загальною площею 35 тис. кв. м., де передбачалось надання спеціалізованої консультативно-діагностичної, неврологічної та реабілітаційної допомоги дорослим та дітям. Зазначений реабілітаційний комплекс мав приймати на лікування, реабілітацію та оздоровлення близько 1 тис. пацієнтів щодня, проте містечко не було добудоване, а з 2022 року знаходиться під тимчасовою окупацією російськими військами.
В 2013 році створено Інтернаціональну клініку медичної реабілітації на Кіпрі та разом з партнерською клінікою Physiotherapy Center Christakis Toumazis в місті Ларнака проводиться реабілітація за СІНР.
В 2017 році СІНР визнано на державному рівні в Об’єднаних Арабських Еміратах й лікування за цим методом для громадян ОАЕ покривається за рахунок держави. 7 грудня 2017 року було підписано договір про партнерство та відбулася церемонія офіційного відкриття Центру лікування та реабілітації за методом проф. Козявкіна на базі Cambridge Medical & Rehabilitation Center у м. Аль-Айн, ОАЕ.
Раніше, в цьому ж році, на базі клініки у Трускавці було створено “Центр навчання та сертифікації”, де проходять навчання медичні спеціалісти, які в майбутньому працюватимуть в медичних центрах, що застосовують СІНР.
В 2019 році приватна інвестиційна компанія TVM Capital Healthcare та Kozyavkin Medical Group розпочинають співпрацю та інвестування у спільне підприємство Vivus Medical Rehabilitation Company Ltd, яке представлятиме та забезпечуватиме медичне обслуговування з використанням Методу професора Козявкіна на ринках Близького Сходу, Південно-Східної Азії, Європи та Північної Америки.
В цьому ж році запущено ще один Центр лікування та реабілітації за методом проф. Козявкіна м. Абу-Дабі (ОАЕ).
З часу створення системи СІНР лікування пройшло близько 70 тисяч пацієнтів з різних куточків світу.

## Суть методу
В основі системи реабілітації лежить полімодальний підхід із застосуванням різнобічних методів впливу на пацієнта, де дія одних компонентів доповнює та потенціює інші реабілітаційні заходи.
СІНР спрямована на усунення функціональних блокад хребцево-рухових сегментів та відновлення нормальної рухливості суглобів хребта та кінцівок, що дає можливість зменшити прояви дизрегуляції нервової системи на різних рівнях чутливих та рухових систем.

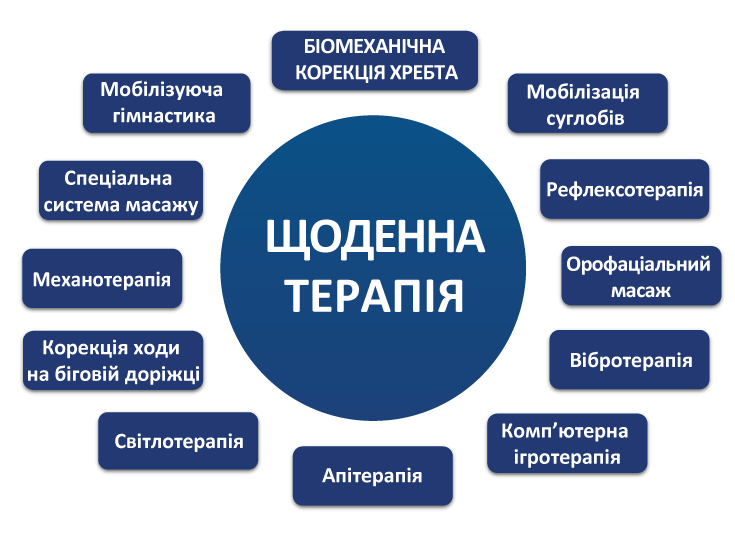
Концепція мультимодальної реабілітації за СІНР

Основним компонентом методу є біомеханічна корекція хребта та великих суглобів, у поєднанні з комплексом лікувальних заходів: рефлексотерапією, спеціальною системою масажу, фізичною терапією, механотерапією, ігротерапією, апітерапією та ін.
У процесі здійснення реабілітації за цим методом було доведено, що після біомеханічного корекції хребта та великих суглобів у хворих поступово оптимізується тонус м’язів, покращується мікроциркулювання, трофіка та вегетатика в напрямі від центру до периферії.

Саме цей принцип “від центру до периферії” є домінуючим у формуванні програми реабілітації для кожного пацієнта. На підставі цього принципу, створюючи уніфіковану схему послідовності проведення реабілітаційних заходів за методом проф. В.І. Козявкіна, застосовується метод “проторування шляхів”, тобто після активного коригування хребта та великих суглобів, усі засоби реабілітації спрямовуються на глобальну мобілізацію компенсаторних можливостей організму.
«Шляхом стимуляції компенсаторних можливостей дитячого організму та активування пластичності мозку система реабілітації створює в організмі дитини хворої на ДЦП новий функціональний стан, який відкриває можливості для швидшого моторного та психічного розвитку дитини», — говорить Володимир Козявкін. — Іншими словами, у хворих із цією патологією є проблеми з боку головного мозку. Однак організм дитини має багато резервних і компенсаторних можливостей, у тому числі — головний мозок. Якщо одна частина клітин не функціонує, то інші клітини можуть перейняти на себе їхню функцію. І ми знайшли ключ, як цього можна досягти».
Метод також включає в себе дві підсистеми:
- Інтенсивного коригування.
- Стабілізації та потенціювання ефекту.

Інтенсивне коригування проводиться в умовах реабілітаційного центру, воно триває протягом двох тижнів. У період стабілізації та потенціювання ефекту лікування продовжується, згідно рекомендаціями, в домашніх умовах. Цей період триває від шести до дванадцяти місяців, після чого проводиться повторно курс інтенсивного коригування.

## Покази та протипокази до реабілітації за СІНР

#### Покази:
1. Діти:
  - Церебральний параліч (спастична тетраплегія, диплегія, геміплегія; дискінетична, атактична та змішана форми)
  - Затримка етапів розвитку,Вроджені вади розвитку нервової системи, Інші ураження головного мозку (перинатальні, гіпоксично-ішемічні) (в доношених та недоношених дітей)
  - Пологова травма периферичної нервової системи (акушерські парези)
  - Наслідки внутрішньочерепної травми
  - Наслідки запальних захворювань центральної нервової системи
  - Наслідки цереброваскулярних захворювань (геморагічний, ішемічний інсульт, інфаркт мозку та ін.)
  - Системні атрофії, що первинно уражають центральну нервову систему
  - Транзиторні церебральні ішемічні стани та пов'язані з ними синдроми
  - Мігрень, синдроми головного болю (кластерний головний біль , судинний головний біль, головний біль напруження та інш.)
  - Сколіоз (легка та середня ступінь)
  - Дорсалгія (радикулопатія, цервікалгія, ішіас, люмбаго з ішіасом, біль внизу спини, біль в грудному відділі), Спондильоз
  - Дитячий аутизм та інші розлади аутичного спектру
  - Синдром дефіциту уваги та гіперактивності
2. Дорослі:
  - Церебральний параліч (спастична тетраплегія, диплегія, геміплегія; дискінетична, атактична та змішана форми)
  - Наслідки внутрішньочерепної травми
  - Наслідки запальних захворювань центральної нервової системи
  - Наслідки цереброваскулярних захворювань (геморагічний, ішемічний інсульт, інфаркт мозку та ін.)
  - Системні атрофії, що первинно уражають центральну нервову систему
  - Транзиторні церебральні ішемічні стани та пов'язані з ними синдроми
  - Мігрень, синдроми головного болю (кластерний головний біль , судинний головний біль, головний біль напруження та інш.)
  - Дорсалгія (радикулопатія, цервікалгія, ішіас, люмбаго з ішіасом, біль внизу спини, біль в грудному відділі), Спондильоз
  - Ураження плечового сплетення

#### Протипокази
- Вроджені аномалії хребта і суглобів
- Переломи хребта і суглобів
- Специфічні та неспецифічні інфекційні захворювання хребта, кісток, суглобів та нервової системи
- Кила міжхребцевого диску з проявами прогресивного неврологічного дефіциту
- Вроджена гіпермобільність хребта і суглобів
- Сирінгоміелія
- Пухлини нервової системи, опорно – рухового апарату та внутрішніх органів
- Гідроцефалія в стадії декомпенсації.
- Епілепсія з частими, важкими приступами та зміною особистості
- Виражені сколіотичні деформації хребта, вище ІІ ст.
- Синдром набутого імунодефіциту
- Інфекційні та соматичні захворювання в гострому періоді

Загальні протипокази до проведення біомеханічної корекції хребта викладені в Керівництві ВООЗ з основ навчання та безпеки в хіропрактиці [WHO guidelines on basic training and safety in chiropractic , стор 20-21]
В сумнівних випадках питання доцільності проведення реабілітації вирішується індивідуально.

## Ефективність реабілітації
Було проведено аналіз медичної документації групи пацієнтів, які проходили реабілітацію в Міжнародній клініці відновного лікування (тепер Міжнародна реабілітаційна клініка Козявкіна) протягом 2014-2016 років.
У цій групі було 4309 пацієнтів,  які загалом пройшли 12.785 курсів лікування.
Результати:
- В процесі проведення СІНР пониження м’язового тонусу відмічається у 93% випадків. У 7% випадків м’язовий тонус залишався на попередньому рівні, підвищення тонусу у пацієнтів із спастикою не відмічалося (Вибірка 8371 курс, пацієнти із спастичними формами ДЦП).
- Підвищення об’єму пасивних рухів відмічалося у 92% випадків, а підвищення об’єму активних рухів у 84% (Вибірка 8371 курс, пацієнти із спастичними формами ДЦП).
- Покращення контролю голови відмічалося у 27% (1161 випадків) серед пацієнтів V та IV рівня за GMFCS (4270 курсів). Покращення повзання відмічалось у 16% пацієнтів III рівня GMFCS.
- Покращення сидіння та сідання відмічалося у 49% пацієнтів III та II рівня, а розвиток стояння та вставання відмічався у 68% серед пацієнтів II та I рівня за GMFCS.
- Вдосконалення ходи зареєстровано у 3352 випадках, що становить 63% серед пацієнтів I, II та III рівнів GMFCS.
- Покращення тонкої моторики кисті після курсу реабілітації спостерігалося серед пацієнтів усіх рівнів і було відмічене у 3078 випадках  (32%).
- Покращення психоемоційного стану було зареєстровано у 7938 випадків (83%), покращення вегетативного стану у 2163 випадків (23%), а удосконалення мови відмічалося у 969 пацієнтів (10%).[14][17]

Стаття "Ретроспективний аналіз результатів лікування за системою інтенсивної нейрофізіологічної реабілітації", Міжнародний неврологічний журнал, 2018.- N3(96).- с.14-22

## Книги
Про Метод професора Козявкіна(СІНР) та реабілітацію церебральних паралічів написано ряд книг:
- Метод Козявкіна - система інтенсивної нейрофізіологічної реабілітації. Посібник реабілітолога
- Система інтенсивної нейрофізіологічної реабілітації (метод проф.Козявкіна В.І.). Наукові розробки.
- Інформаційні технології в стандартизації та організації медичної реабілітації за Методом проф. Козявкіна
- Основи реабілітації рухових порушень за методом Козявкіна
- Дитячі церебральні паралічі. Основи клінічної та реабілітаційної діагностики
- Система інтенсивної нейрофізіологічної реабілітації за Методом Козявкіна (книга для батьків)
- Дитячі церебральні паралічі. Медико-психологічні проблеми